# Rüsselbecher

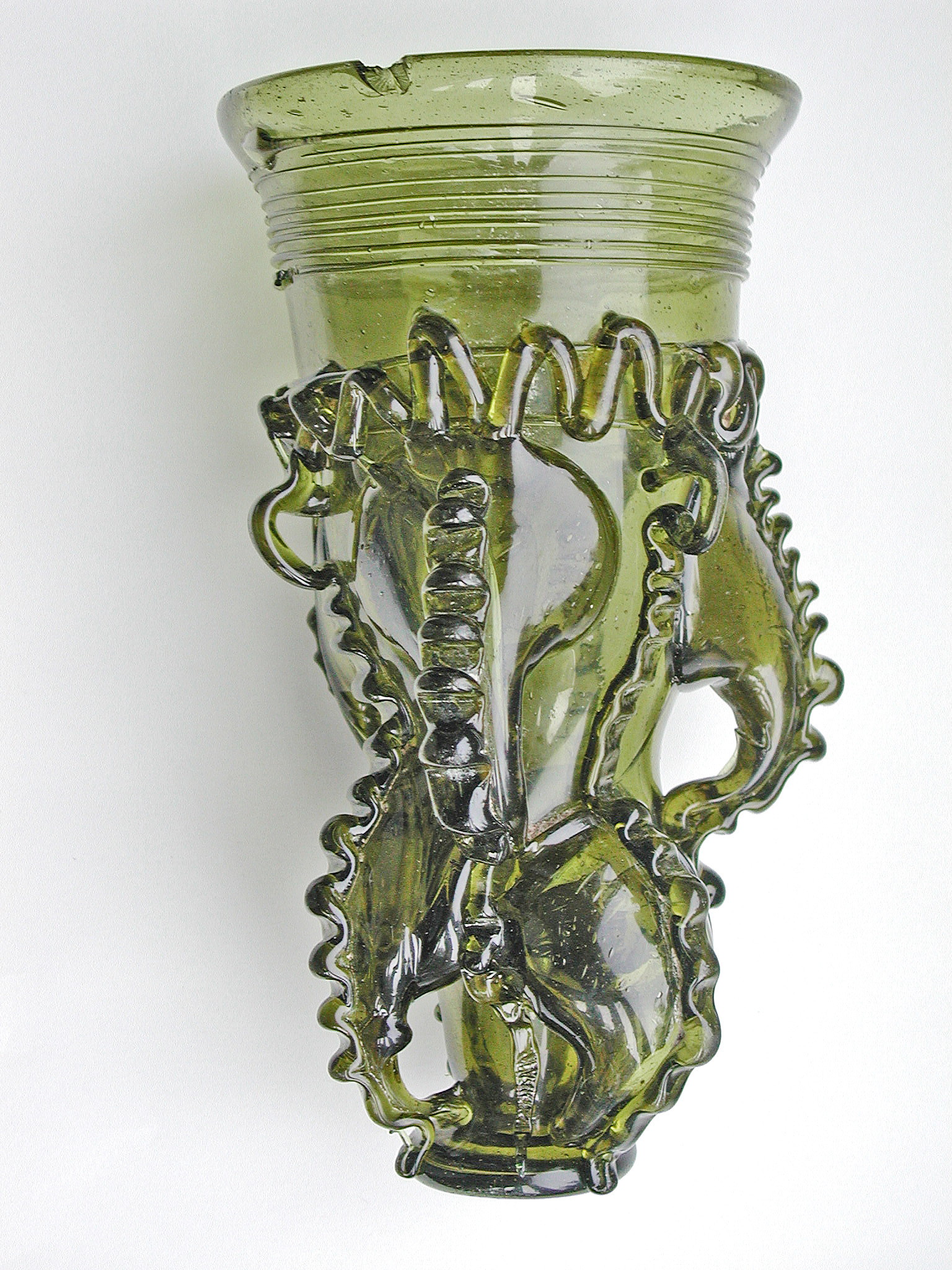
Rüsselbecher aus dem Sächsischen Gräberfeld bei Immenbeck

Der Rüsselbecher (englisch claw beaker) ist ein meistens bauchiger Glasbecher oder Pokal des 6. bis 7. Jahrhunderts.  Die Grundform der Rüsselbecher besteht aus einem hohen konischen oder glockenförmigen Becher mit geweitetem Rand und hohem scheibenförmigen Fuß. Auf diese Grundform wurden die charakteristischen Rüssel als heiße Glasmasse aufgesetzt und vom Inneren der Becher herausgeblasen. Anschließend wurden die Tropfen mit der Pinzette langgezogen und unten an die Gefäßwand angelegt.
Frühe Stücke (2. Hälfte des 6. Jh.) weisen dabei hochplastische Rüssel in zwei deutlich geschiedenen Reihen auf, später werden die Rüssel flacher und die Reihen weniger deutlich voneinander unterscheidbar, während die späten Rüsselbecher um die Zeitenwende nur noch eine Rüsselreihe aufweisen.
Die Rüsselbecher sind meist hellgrün, gelb- oder olivgrün oder blaugrün. In der Regel handelt es sich dabei um natürliche Färbungen, die auf Verunreinigungen des zur Herstellung benötigten Quarzsandes durch Eisenoxide zurückzuführen sind. Die Farbe konnte aber auch gezielt, beispielsweise durch die Zugabe von Kupferoxiden, erreicht werden.  Die Gläser sind zudem häufig und sehr stark mit Bläschen, schwarzen Rußpartikeln und Schlieren durchsetzt. Hierbei könnte es sich um eine beabsichtigte Art der Verzierung handeln.
Die meisten Rüsselbecher wurden von fränkischen Glasbläsern am Niederrhein oder in Belgien hergestellt und in weite Teile von Europa exportiert. Die Rüsselbecher kommen hauptsächlich in Männergräbern vor. Sie waren der wohlhabenden Bevölkerungsschicht vorbehalten.
Ein gut erhaltenes Stück aus dem 6. Jahrhundert stammt aus dem Sächsischen Gräberfeld bei Immenbeck und ist in der archäologischen Abteilung des Buxtehude Museums für Regionalgeschichte und Kunst ausgestellt.